# Тавжлє
Тавжлє (словен. Tavžlje) — поселення в общині Церкниця, Регіон Нотрансько-крашка, Словенія. Висота над рівнем моря: 805 м.